# Erinnyis hippothoon
Erinnyis hippothoon är en fjärilsart som beskrevs av Hermann Burmeister 1878. Erinnyis hippothoon ingår i släktet Erinnyis och familjen svärmare. Inga underarter finns listade i Catalogue of Life.